# José Manuel Barroso
José Manuel Durão Barroso (født 23. marts 1956 i Lissabon, Portugal) var formand for Europa-Kommissionen fra 22. november 2004 til 31. oktober 2014.
Forældrene er fra den fattige nordportugisiske region Trás-os-Montes.
Han har studeret jura i Portugal og international politik i USA og Genève.
Han meldte sig i 1980 ind i det liberal-konservative parti Partido Social Democrata (PSD), og gjorde lynkarriere i Udenrigsministeriet. Senere blev han forfremmet til udenrigsminister i Cavaco Silvass regering.
Barroso blev i 1999 valgt som konservativ leder.
Han var premierminister i Portugal fra 6. april 2002 indtil han 29. juni 2004 blev leder af Barroso-kommissionen.